# Autopista Ruta del Bosque
Ruta Sur Chillán-Collipulli, es la denominación de la autopista chilena que recorre la carretera Panamericana desde el km 413 en la región de Ñuble hasta el km 573 de la misma en el acceso a la ciudad de Collipulli, en la región de la Araucanía. 
Corresponde a la concesión de obra pública Rutasur Chillán-Collipulli S.A., empresa subsidiada de China Railway Construction Corporation.

## Ruta Sur Chillán-Collipulli

### Sectores en la autopista
- Nebuco - Collipulli 164,96 km de doble calzada.
- By Pass Salto del Laja: 6 km de doble calzada.
- By Pass Los Ángeles: 21,14 km de doble calzada.
- By Pass San Carlos de Purén: 4 km de doble calzada.
- Viaducto del Malleco: en el km 573 de la ruta.

### Enlaces
- Ruta Maule-Ñuble
- kilómetro 420 Larqui.
- kilómetro 422 Acceso norte a Bulnes.
- kilómetro 425 Acceso sur a Bulnes.
- kilómetro 428 Concepción - Florida - Quillón.
- kilómetro 436 Santa Clara.
- kilómetro 437 Los Tilos - Pueblo Seco.
- kilómetro 443 San Miguel.
- kilómetro 448 General Cruz - Pemuco.
- kilómetro 460 Autopista Valles del Biobío.
- kilómetro 467 Monte Águila - Yumbel.
- kilómetro 473 Laja - San Rosendo.
- kilómetro 476 Carabineros de Chile (Tenencia de Carreteras Biobío).
- kilómetro 478 Acceso norte al Salto del Laja.
- kilómetro 483 Acceso sur al Salto del Laja - Lima.
- kilómetro 486 El Rosal.
- kilómetro 494 Puente Perales.
- kilómetro 499 Acceso norte a Los Ángeles - Rarinco.
- kilómetro 507 Acceso a Los Ángeles - Aeropuerto María Dolores.
- kilómetro 512 Acceso a Los Ángeles - Antuco.
- kilómetro 519 Acceso central a Los Ángeles - Nacimiento.
- kilómetro 520 Acceso sur a Los Ángeles - Duqueco - Santa Bárbara.
- kilómetro 522 La Isla.
- kilómetro 524 San Carlos de Purén.
- kilómetro 530 Munilque.
- kilómetro 537 Mulchén.
- kilómetro 539 Negrete - Mulchén.
- kilómetro 545 Las Maicas.
- kilómetro 554 Los Pinos.
- kilómetro 555 Alhuelemu.
- kilómetro 558 Cuesta Esperanza.
- kilómetro 560 Mininco - El Avellano.
- kilómetro 567 Brigada Forestal.
- kilómetro 573 Collipulli - Angol.
- Ruta de la Araucanía

### Plazas de peaje
- kilómetro 422 Lateral Bulnes Norte.
- kilómetro 425 Lateral Bulnes Sur.
- kilómetro 428 Lateral Concepción.
- kilómetro 444 Troncal Santa Clara.
- kilómetro 460 Lateral Cabrero.
- kilómetro 474 Lateral Laja.
- kilómetro 483 Lateral Salto del Laja.
- kilómetro 500 Lateral Rarinco.
- kilómetro 507 Lateral María Dolores.
- kilómetro 512 Lateral Los Ángeles.
- kilómetro 521 Lateral Duqueco.
- kilómetro 537 Lateral Mulchén
- kilómetro 550 Troncal Las Maicas.
- kilómetro 560 Lateral Mininco.

### Estaciones de servicio en la autopista
- kilómetro 470 Área de Servicio Shell Upita Monte Águila.
- kilómetro 487 Área de Servicio Pronto Express Copec Salto del Laja.
- kilómetro 521 Área de Servicio Pronto Express Copec Duqueco.
- kilómetro 572 Área de Servicio Aramco Collipulli.